# Joseph Biéder
Joseph Mendel Biéder, né le 6 janvier 1923 à Brzostek (Pologne) et mort le 15 mars 2016 à Loos (Nord), est un médecin et psychiatre juif français, d'origine polonaise, un des piliers de la Société médico-psychologique.

## Biographie
Joseph Biéder est né le 6 janvier 1923 à Brzostek en Pologne.
Il est le fils de Moïse Biéder et Sabine Biéder. Moïse Biéder est un ouvrier tailleur, travaillant chez son frère, immigré en France des années plus tôt. 

### Études
Il fréquente l’école primaire à Montrouge (Seine). Bien des années plus tard, Coluche y fait ses études. 
Il entre ensuite à l'École Maïmonide de Boulogne-Billancourt, en classe de 5e, sans passer par la 6e. À l'école Maïmonide, il rencontre Monsieur Chouchani, le futur maître d'Elie Wiesel et d'Emmanuel Levinas, employé comme homme de ménage, qui nettoie les vitres. 
Il va en terminale au Lycée Louis-le-Grand. Il obtient une licence en physique générale et décide de devenir médecin et psychiatre. 

### Seconde Guerre mondiale
Joseph Biéder se retrouve comme bûcheron dans un groupe de jeunes en Corrèze. Il veut s'engager en Afrique du Nord. Il essaie de passer clandestinement la frontière vers l’Espagne. Il est arrêté le 8 janvier 1943 à Banyuls-sur-Mer, au lieu-dit Puy del Mas dans les Pyrénées, amené au poste militaire de Banyuls. il est ensuite transféré à la Gestapo à Argelès-sur-Mer, puis enfermé au Castillet de Perpignan, puis déféré au Sicherheitsdienst (service de sécurité). Il est emprisonné à Orléans puis pendant plusieurs semaines au Camp de Beaune-la-Rolande (Loiret).  

#### Évasion du Convoi No. 47
Il est transféré à Drancy et déporté par le Convoi No. 47, en date du 11 février 1943, de Drancy vers Auschwitz. Son père, Moïse Biéder, lui a fait parvenir à Drancy, un canif ou une lime. Avec cet instrument, dans le train partant pour Auschwitz, il réussit à écarter une planche latérale du wagon s’ouvrant sur une petite passerelle intermédiaire entre deux voitures. Avec plusieurs compagnons, il saute. Il y a des coups de feu. Il marche dans la nuit, dans le sens inverse de la direction du train qu'il vient de quitter. Au petit matin, il se repose dans une grange. La fermière l’aide, lui offre un béret et lui conseille de se diriger vers Bar-le-Duc. Des cheminots lui viennent en aide à la gare. Deux conducteurs de locomotive le cachent dans la soute à charbon d’un train roulant vers Paris. Une à deux stations avant la capitale, pour échapper aux contrôles, ils lui conseillent de descendre avant le terminus, et lui offrent un ticket de métro. 

#### Retour à Paris
Il retrouve ses parents, à leur domicile, au 36 rue Louis Rolland, à Montrouge (Seine).
Ses parents vivent confinés dans leur appartement, aidés par les habitants de la rue, en particulier par une dame Alice Merlin. 

#### Refuge dans la Sarthe
Joseph Biéder se réfugie jusqu’en 1944 dans le village de Mamers (Sarthe), chez la famille Farcy, qui a six enfants. le père est négociant en outils agricoles et possède quelques terres. Joseph Biéder est garçon de ferme, aide-ménagère et garde d’enfants. Il reste en relation avec la famille de nombreuses années plus tard. 

### Après la guerre
Rentré à Paris, il s'inscrit en médecine. Durant ses études, pour gagner de l'argent et aider ses parents, il donne des leçons de philo à des
étudiants en classe prépa, il sous-titre des films américains, traduit des  nouvelles du yiddish en français, collabore au magazine La Terre retrouvée. 
Il prépare l’internat et effectue des remplacements de généraliste à la campagne. Il fait des accouchements dans les fermes, se déplaçant en scooter acheté d’occasion. Il est reçu deuxième au concours de l’internat.
Il travaille avec le professeur Henri Baruk à l'Établissement national de Saint-Maurice (Maison de Charenton). Il est passionné par la psychiatrie. Il rédige un hommage à Baruk lors de son centenaire. 
Il participe un soir par semaine à des cours de pensée juive consacrés à des commentaires talmudiques à Paris, autour du rabbin David Feuerwerker. 

#### Service militaire
À la fin de ses études, Joseph Biéder est mobilisé en Allemagne dans le Palatinat où il fut incorporé dans le corps des spahis. Il y reste un an. 

#### Médecin Chef des hôpitaux psychiatriques

##### Lot
Dès sa démobilisation, Joseph se présente au concours du Médicat pour devenir Médecin Chef des hôpitaux psychiatriques. Il réussit. De passage à Lille, il rencontre sa future épouse. Ils se marient en juillet 1957. En juin 1957, il opte pour la direction de l'hôpital de Leyme (Lot). 

##### Morbihan
Un an et demi après, en 1959, il part pour l'hôpital psychiatrique de Lesvellec, dans le Morbihan, à 5 km de Vannes. 

##### Nord
Un an et demi plus tard, il s'installe à Bailleul (Nord) . Il pensait y rester deux ans au maximum, il y termine sa carrière. En 1961, un fils est né, puis en 1965, une fille (Dr. Florence Biéder, spécialiste en gériatrie). Sa mère, veuve, vient habiter avec la famille pendant dix ans.

## Œuvres

### Articles
De 1958 à 2016, Joseph Biéder publie 198 articles dont 146 dans les Annales MédicoPsychologiques (AMP) avec une période plus intense de 1969 à 1977, dans le
domaine de l’histoire de la psychiatrie. 
Dont:
- Joseph Biéder, « Raoul Leroy (1869-1941) », Dictionnaire biographique de psychiatrie par des membres de la Société médico-psychologique, Annales médico-psychologiques, 2007, no 165, p. 608-615[5].